# 安大略之战
安大略之战（英語：Battle of Ontario）指加拿大安大略的多伦多和渥太华之间的竞争，最引人著目的是分属两座城市的国家冰球联盟球队多伦多枫叶和渥太华参议员之间的竞争，通常被认为是最高等级的竞争。两支队伍同属东北分区，每个赛季会相遇六次。两队之间的竞争通常由加拿大冰球夜转播。

## 早期历史
多伦多和渥太华的冰球竞争可以追溯至国家冰球联盟的成立。原初渥太华参议员和多伦多枫叶均是国家冰球联盟的原初六队之一，两支球队均赢过斯坦利杯。两队于1904年2月在决赛场上相遇，渥太华参议员击败了多伦多万宝路。在原初渥太华参议员队在大萧条期间解散后，渥太华地区的冰球队转而支持其它NHL球队，但两座城市之间的竞争仍在加拿大橄榄球联盟中的多伦多阿尔弋英雄和渥太华狂野骑兵之间展开。